# Große Moschee von Kufa

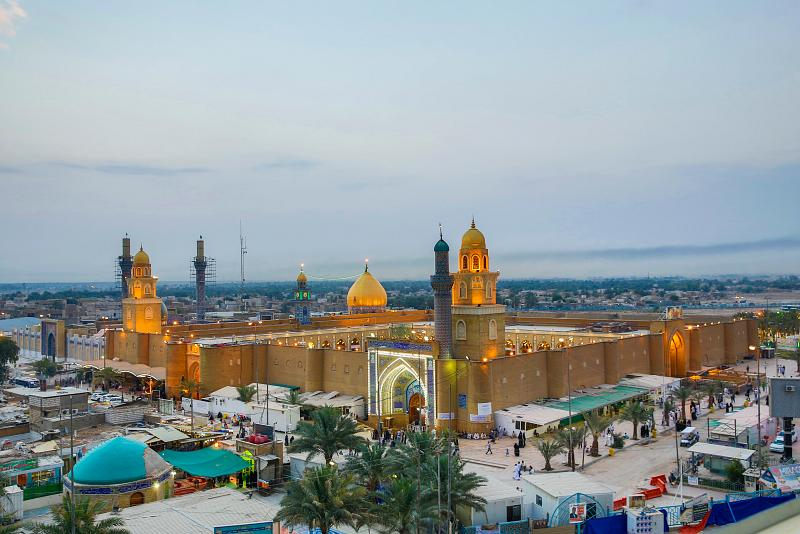
Große Moschee von Kufa

Die Große Moschee von Kufa (arabisch مسجد الكوفة المعظم, DMG Masǧid al-Kūfa al-Muʿaẓẓam) gehört zu den ältesten Moscheen in der islamischen Welt. Die Moschee wurde im Auftrag des zweiten Kalifen, Umar ibn al-Chattab, im Jahr 638 als erstes Gebäude in Kufa errichtet. Die Moschee war jahrelang der Regierungssitz von Ali ibn Abi Talib, dem vierten Kalifen der Sunniten und ersten Imam der Schiiten. In ihr liegen einige Personen begraben, die von Schiiten als Heilige verehrt werden, wie beispielsweise Muslim ibn Aqil, Hani ibn Urwa und al-Muchtar ibn Abi Ubaid.
Die Gesamtfläche der Moschee beträgt 11.000 Quadratmeter. Sie hat zwei Kuppeln mit einem Durchmesser von 28 Metern sowie vier Minarette mit jeweils 30 Meter Höhe. Der Zugang erfolgt durch fünf Tore. In der Moschee gibt es acht Orte, die als Heiligtümer für al-Chidr, Mohammed, Ali ibn Abi Talib, Adam, Gabriel, ʿAlī ibn Husain Zain al-ʿĀbidīn, Noah und Dschaʿfar as-Sādiq angesehen werden.
Nach seinem Sieg über die Sassaniden berichtete Saʿd ibn Abi Waqqas in einem Brief an den Kalifen Umar ibn al-Chattab von seinem Erfolg. Dieser befahl Saʿd ibn Abi Waqqas, ihm einen Ort zu suchen, wo er eine neue Stadt errichten sollte. Das war der Anlass für die Gründung von Kufa. Es gibt viele Legenden über die Stelle, an der die Moschee errichtet wurde. So soll dort Adam gelebt haben und begraben liegen. Andere Mythen behaupten, dass die Arche Noah an diesem Ort errichtet wurde. Einem weiteren Mythos zufolge soll der Erzengel Gabriel den Ort heiliggesprochen haben.
Am 26. August 2004 schlugen drei Mörsergranaten in die Moschee ein. Dabei starben mindestens 25 Menschen und mindestens 60 wurden verletzt. Bei anschließenden Demonstrationen wurden mindestens 20 weitere Menschen durch Schüsse getötet. Für den Anschlag wurde al-Qaida verantwortlich gemacht.